# Колокольчики (альбом)
| Оценки критиков | Оценки критиков |
| Источник        | Оценка          |
| --------------- | --------------- |
| FUZZ            | ссылка          |

Колокольчики — акустический альбом Ольги Арефьевой и группы «Ковчег», содержащий студийные записи 1992–94 годов. Был выпущен очень малым тиражом на кассетах в 1994 году и переиздан в 1999 году с изменённым порядком песен и добавлением новых. Были добавлены: «Папоротник», «Будем Были», «Аллилуия», «Ночь-ловушка», «Поезд за горизонт» и видеоклип «Она сделала шаг».

## Список композиций
| №   | Название            | Длительность |
| --- | ------------------- | ------------ |
| 1.  | «Колокольчики»      | 1:58         |
| 2.  | «Лесорубы»          | 2:19         |
| 3.  | «Она сделала шаг»   | 2:56         |
| 4.  | «Папоротник»        | 5:21         |
| 5.  | «Мыловар»           | 4:12         |
| 6.  | «Ночь в октябре»    | 4:32         |
| 7.  | «Весенние дни»      | 2:30         |
| 8.  | «Ночь-ловушка»      | 3:14         |
| 9.  | «Сделай что-нибудь» | 4:56         |
| 10. | «Поезд за горизонт» | 3:00         |
| 11. | «Чёрная флейта»     | 6:48         |
| 12. | «Голубочек»         | 2:56         |
| 13. | «Сторона От»        | 3:20         |
| 14. | «Будем Были»        | 3:19         |
| 15. | «Аллилуия»          | 1:51         |

| №  | Название          | Длительность |
| -- | ----------------- | ------------ |
| 1. | «Она сделала шаг» |              |

## Участники записи
- Ольга Арефьева — вокал, гитара, песни
- Пётр Акимов — виолончель
- Александр Воронин — флейта, саксофон
- Ян Черняк — гитара
- Всеволод Королюк — звук, перкуссия
- Глеб Гусейнов — перкуссия (12)
- Сергей Калугин — гитара (11,15)
- Людмила Кикина — бэк-вокал (15)

## Первая версия альбома

Обложка магнитоальбома «Акустик Ковчег» (1994), первоначальной версии альбома «Колокольчики»

Первая версия альбома была выпущена на аудиокассете малым тиражом в 1994 году лейблом Cats & Co и известна под названием «Акустик Ковчег». Его треклист отличался от итогового треклиста альбома «Колокольчики».
| №   | Название                                                                                | Длительность |
| --- | --------------------------------------------------------------------------------------- | ------------ |
| 1.  | «Она умерла» (в альбоме «Колокольчики» песня получила новое название «Она сделала шаг») | 2:56         |
| 2.  | «Лесорубы»                                                                              | 2:19         |
| 3.  | «Колокольчики»                                                                          | 1:58         |
| 4.  | «Чёрная флейта»                                                                         | 6:48         |
| 5.  | «Голубочек»                                                                             | 2:56         |
| 6.  | «Сделай что-нибудь»                                                                     | 4:56         |
| 7.  | «Сторона От»                                                                            | 3:20         |
| 8.  | «Весенние дни»                                                                          | 2:30         |
| 9.  | «Мыловар»                                                                               | 4:12         |
| 10. | «Ночь в октябре»                                                                        | 4:32         |